# Vòng loại Giải vô địch bóng đá Đông Nam Á 2016
Vòng loại Giải vô địch bóng đá Đông Nam Á 2016 là vòng loại của giải vô địch bóng đá Đông Nam Á 2016 lần thứ 11 của Liên đoàn bóng đá Đông Nam Á, với sự tham dự của 4 đội tuyển xếp hạng kém nhất tại khu vực Đông Nam Á, được tổ chức diễn ra tại thủ đô Phnôm Pênh, Campuchia. Các trận đấu được thi đấu theo thể thức vòng tròn tính điểm, lấy đội xuất sắc nhất của vòng loại tham dự vòng chung kết.

## Đội tuyển tham dự
- Lào
- Campuchia (chủ nhà)
- Đông Timor
- Brunei

## Địa điểm
| Phnôm Pênh           | Phnôm Pênh              |
| -------------------- | ----------------------- |
| Sân vận động Olympic | Sân vận động RSN        |
| Sức chứa: 50.000     | Sức chứa: 5.000         |
|                      | Tập tin:Rsn stadium.jpg |
| Phnôm Pênh           |                         |

## Kết quả
- Tất cả các trận đấu đều theo tính giờ địa phương (UTC+7)

| VT | Đội           | ST | T | H | B | BT | BB | HS | Đ | Giành quyền tham dự |
| -- | ------------- | -- | - | - | - | -- | -- | -- | - | ------------------- |
| 1  | Campuchia (H) | 3  | 3 | 0 | 0 | 8  | 3  | +5 | 9 | Chung kết           |
| 2  | Lào           | 3  | 2 | 0 | 1 | 7  | 6  | +1 | 6 |                     |
| 3  | Brunei        | 3  | 1 | 0 | 2 | 5  | 8  | −3 | 3 |                     |
| 4  | Đông Timor    | 3  | 0 | 0 | 3 | 4  | 7  | −3 | 0 |                     |

| Brunei               | 2–1      | Đông Timor |
| -------------------- | -------- | ---------- |
| Adi 22' · Shafie 28' | Chi tiết | Rufino 11' |

| Campuchia                           | 2–1      | Lào            |
| ----------------------------------- | -------- | -------------- |
| Mony Udom 43' (ph.đ.) · Chhoeun 81' | Chi tiết | Souksavath 52' |

| Đông Timor  | 1–2      | Lào                                      |
| ----------- | -------- | ---------------------------------------- |
| Ricardo 79' | Chi tiết | Syvilay 41' (ph.đ.) · Vongchiengkham 85' |

| Brunei | 0–3      | Campuchia                       |
| ------ | -------- | ------------------------------- |
|        | Chi tiết | Mony Udom 6', 43' · Sokpheng 9' |

| Lào                                                | 4–3      | Brunei                                     |
| -------------------------------------------------- | -------- | ------------------------------------------ |
| Vongchiengkham 45' · Syvilay 51' (ph.đ.), 57', 76' | Chi tiết | Adi 36' · Faiq 67' (ph.đ.) · Razimie 90+3' |

| Campuchia                    | 3–2      | Đông Timor                       |
| ---------------------------- | -------- | -------------------------------- |
| Dina 2' · Vathanaka 17', 78' | Chi tiết | Anggisu 20' (ph.đ.) · Nelson 36' |

## Danh sách cầu thủ ghi bàn
4 bàn
- Phatthana Syvilay

3 bàn
- Prak Mony Udom

2 bàn
- Adi Said
- Chan Vathanaka
- Soukaphone Vongchiengkham

1 bàn
- Faiq Bolkiah
- Shafie Effendy
- Razimie Ramlli
- Chhin Chhoeun
- Keo Sokpheng
- Tith Dina
- Moukda Souksavath
- Anggisu
- Rufino Gama
- Ricardo Maia
- Nelson